# Aeropuerto de Glasgow Prestwick
El Aeropuerto de Glasgow Prestwick (en inglés, Glasgow Prestwick Airport, en gaélico escocés Port-adhair Glaschu Prestabaig), con código IATA PIK y ICAO EGPK, es un aeropuerto internacional situado al norte de la localidad de Prestwick, en South Ayrshire, y relativamente cerca de Glasgow, en Escocia. Aunque oficialmente se denomina "Aeropuerto de Glasgow Prestwick", porque está a 46 km de dicha ciudad, es comúnmente conocido como Aeropuerto de Prestwick o Prestwick Airport. En los últimos años ha experimentado un crecimiento inusitado en el número de pasajeros, debido a que algunas aerolíneas de bajo coste, y en especial Ryanair, utilizan este aeropuerto como base. En 2006, Prestwick transportó a alrededor de 2,4 millones de pasajeros.
En términos de espacio físico, Prestwick es el aeródromo más grande de Escocia, aunque en términos de número de viajeros se sitúa por detrás de los aeropuertos de Glasgow, Edimburgo y Aberdeen, todos ellos operados por BAA.

## Historia

### Creación y desarrollo

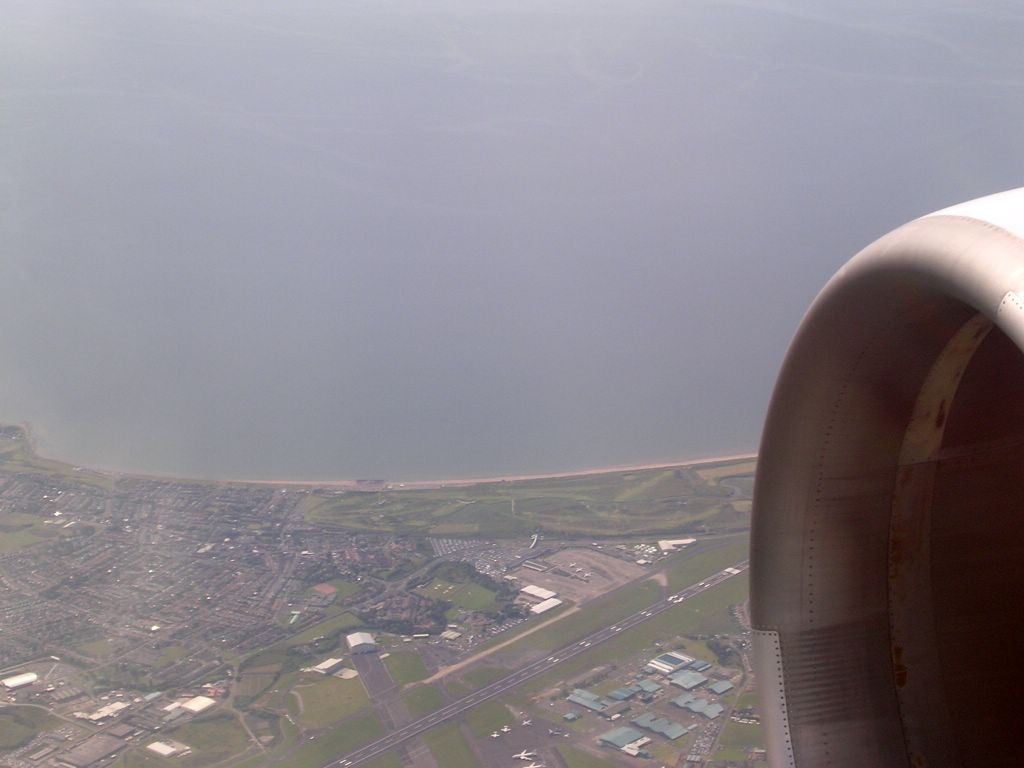
El Aeropuerto de Glasgow Prestwick desde el aire.

El aeropuerto de Glasgow Prestwick se creó en 1934, inicialmente como aeródromo de entrenamiento, con hangares, oficinas y una torre de control instaladas ya a finales del 1935. El dueño original del aeropuerto fue David Fowler McIntyre, quien también poseía la Scottish Aviation, apoyado por el duque Douglas Douglas-Hamilton. MacIntyre y Hamilton habían sido anteriormente los primeros aviadores en sobrevolar el Everest en 1933. Con el comienzo de la Segunda Guerra Mundial, el aeropuerto de Prestwick se desarrolló rápidamente, para poder albergar un gran número de aviones estadounidenses. En 1938 se añadieron instalaciones para pasajeros, que siguieron en uso hasta que en 1964 se llevó a cabo un gran programa de desarrollo destinado a hacer Prestwick compatible con los nuevos aviones jets: se añadió una extensión a la pista de aterrizaje, pistas de aproximación paralelas, carreteras de conexión y una nueva terminal, inaugurada por la reina madre Isabel Bowes-Lyon.
La Fuerza Aérea de los Estados Unidos (USAF) había abierto en 1952 una base en el solar del antiguo aeropuerto, a partir de las instalaciones de la Fuerza Aérea Británica (RAF). Esta base se cerró en 1966, aunque una parte fue ocupada por el escuadrón 771 aéreo naval, destinado a operaciones de búsqueda y rescate. Scottish Aviation construyó una fábrica empleando la antigua terminal de Prestwick, donde se construyeron los aviones conocidos como Scottish Aviation Twin Pioneer y después los Handley Page Jetstream y los Scottish Aviation Bulldog. Una parte de esta factoría, un gran edificio Art decó que todavía se conserva, era en realidad un resto de la Exposición Imperial de Escocia de 1938 en Bellahouston Park (Glasgow). Cuando Scottish Aviation se fusionó con British Aerospace, decidieron mantener las instalaciones de producción de aeronaves hasta 1998, construyendo sobre todo actualizaciones de la serie Jetstream. En la actualidad BAE Systems mantiene una pequeña instalación en Prestwick, que produce componentes para Airbus y Boeing.
En sus inicios, Prestwick era el único aeropuerto de Escocia autorizado para realizar vuelos trasatlánticos, sobre todo debido a las condiciones meteorológicas benignas que suelen reinar en la costa de Ayrshire. De hecho, la niebla es en este aeropuerto mucho menos habitual que en el resto de aeródromos británicos. Esta circunstancia pudo también contribuir a que se decidiera mantener Prestwick abierto cuando la compañía BAA, dueña del Aeropuerto Internacional de Glasgow, parecía estar dispuesta a clausurarlo. Aunque British Airways dejó de fletar vuelos regulares de pasajeros desde Prestwick a finales de los años 70, el aeropuerto se siguió usando, sobre todo, para entrenamiento de pilotos, y muy especialmente para entrenar pilotos para el Concorde.

### Festival Aéreo de Prestwick
El Aeropuerto de Glasgow Prestwick solía albergar también un festival de exhibición de vuelo bianual, el primero de los cuales tuvo lugar el 30 de septiembre de 1967. Aunque se trata de un festival relativamente pequeño en comparación con los de RAF Fairford o Farnborough, lograba crear una expectación considerable. El último show de este tipo se organizó en 1992, y desde entonces no ha habido ningún intento de recuperarlo.

### Cambios en los años 1990

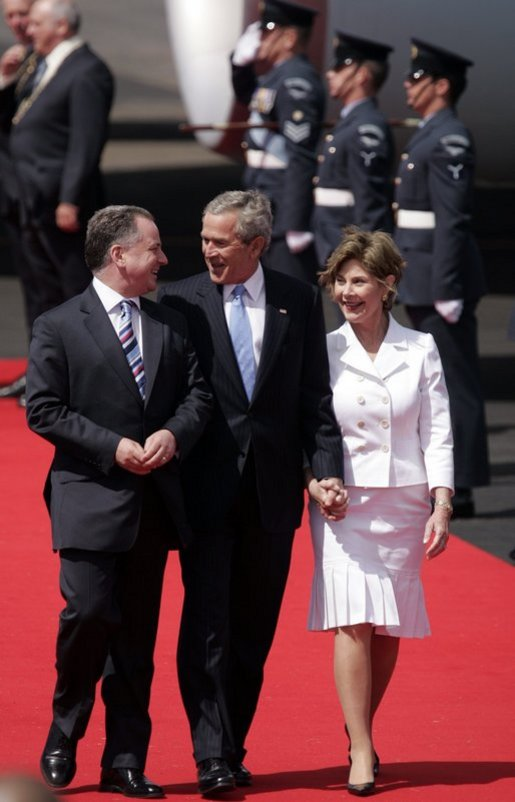
El ex-ministro principal de Escocia, Jack McConnell, le da la bienvenida al presidente de los Estados Unidos, George W. Bush y a Laura Bush, el 6 de julio de 2005 en el aeropuerto.

En 1991 la Autoridad Aeroportuaria Británica, recién privatizada y convertida en BAA Limited, decidió trasladar todos los vuelos trasatlánticos desde Prestwick al Aeropuerto Internacional de Glasgow, cerca de Paisley, y vender Prestwick a otra compañía privada. A mediados de los años 1990, el número de pasajeros que utilizaban el aeropuerto descendió bruscamente, dibujando un futuro incierto para el aeródromo. 1994 marcó el comienzo del renacimiento de Prestwick: en esta fecha se construyó una estación de tren dentro de la línea Glasgow-Ayr, y la aerolínea de bajo costo Ryanair abrió una ruta a Dubliín, y otra a Londres un año más tarde. Desde entonces el número de vuelos y de pasajeros transportados no ha dejado de crecer.
El aeropuerto es actualmente propiedad de la compañía neozelandesa Infratil, que también posee el Aeropuerto Internacional de Wellington y el Aeropuerto Internacional de Kent. En abril de 2005, Infratil completó un plan de remodelación de más de 3 millones de libras esterlinas. Algunas de estas remodelaciones han sido polémicas: por ejemplo, el bar de la terminal fue decorado con un logo que representaba a un hombre, vestido con un kilt, inconsciente junto a una botella de whisky. Aunque se criticó esta imagen por dar una imagen negativa de Escocia a los visitantes exteriores, y humillante para los locales, la dirección del aeropuerto la defendió afirmando que era "divertido y visualmente estimulante". Sin embargo, el logo fue eliminado el 3 de marzo de 2006, unas pocas semanas después de su instalación.
El 6 de julio de 2005, el Aeropuerto de Glasgow Prestwick se convirtió en el punto de llegada de los principales líderes mundiales en su llegada a la 31ª Cumbre del G-8 en Gleneagles. La policía de Strathclyde estableció un dispositivo de seguridad sin precedentes alrededor del aeropuerto, ayudados por policías venidos del resto del Reino Unido. Cuando el Air Force One se disponía a aterrizar, con el presidente de los Estados Unidos George W. Bush a bordo, la policía decidió cerrar la autopista A77, que corre cerca de uno de los extremos de la pista de aterrizaje.

## Futuro
Se ha propuesto un plan multimillonario para doblar el tamaño del hall de salidas, entre otros motivos porque Prestwick afirma estar preparado para recibir al nuevo Airbus A380. Se está considerando sustituir el actual edificio de salidas y llegadas por otro de dos plantas: una de ellas se usaría para salidas, y el otro para llegadas. También permitiría ampliar el número de plazas para aeroplanos de 6 a 12. Este proceso podría llevar hasta 18 meses. Por otra parte, el aparcamiento y la autopista en el exterior del aeropuerto también están siendo remodelados.

## Beneficios
- Bajo nivel de utilización.
- Una sola terminal.
- Estación de tren.

## Aerolíneas y destinos

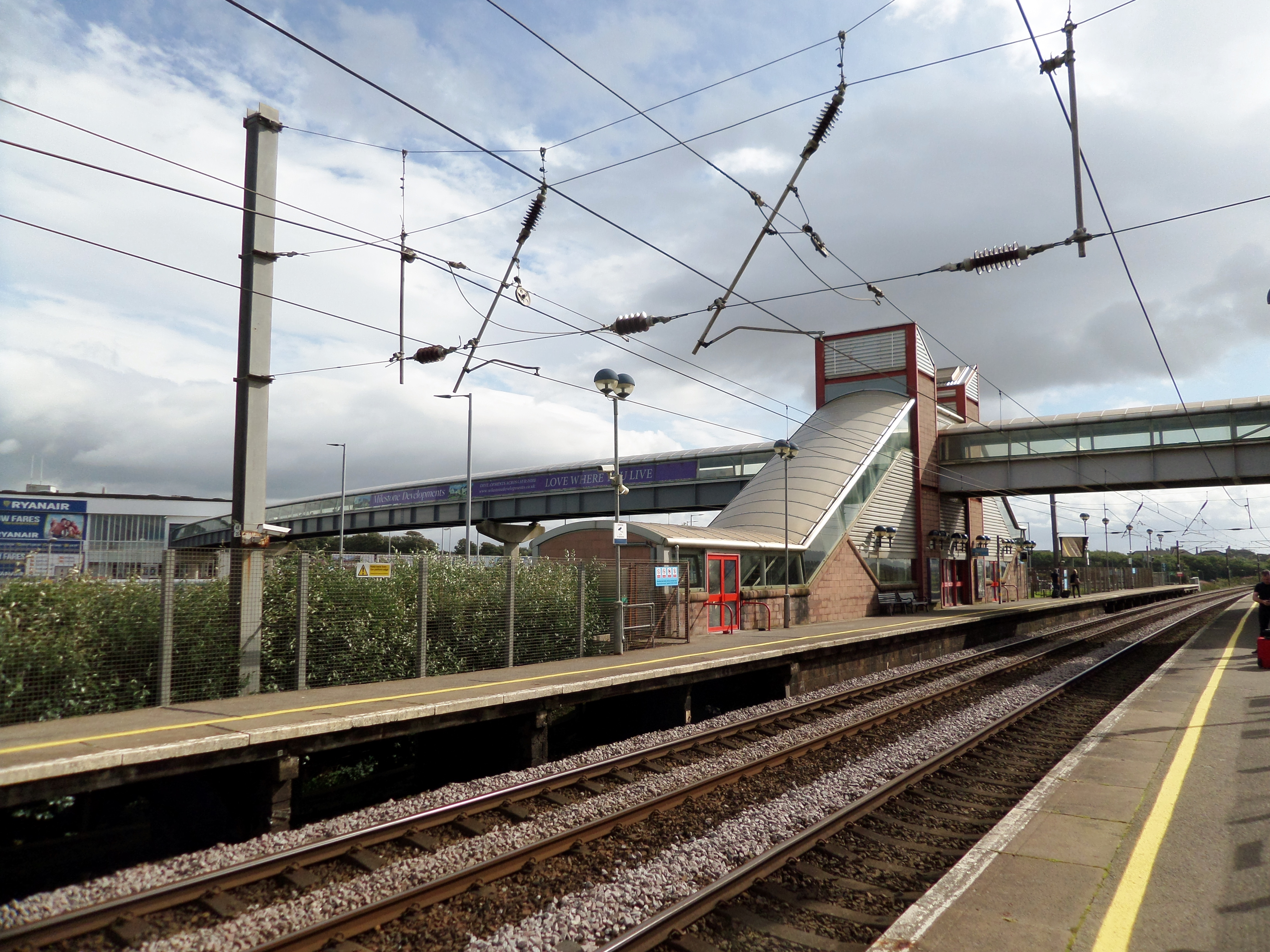
Pasarela accesible que une la Estación Prestwick International Airport con la terminal

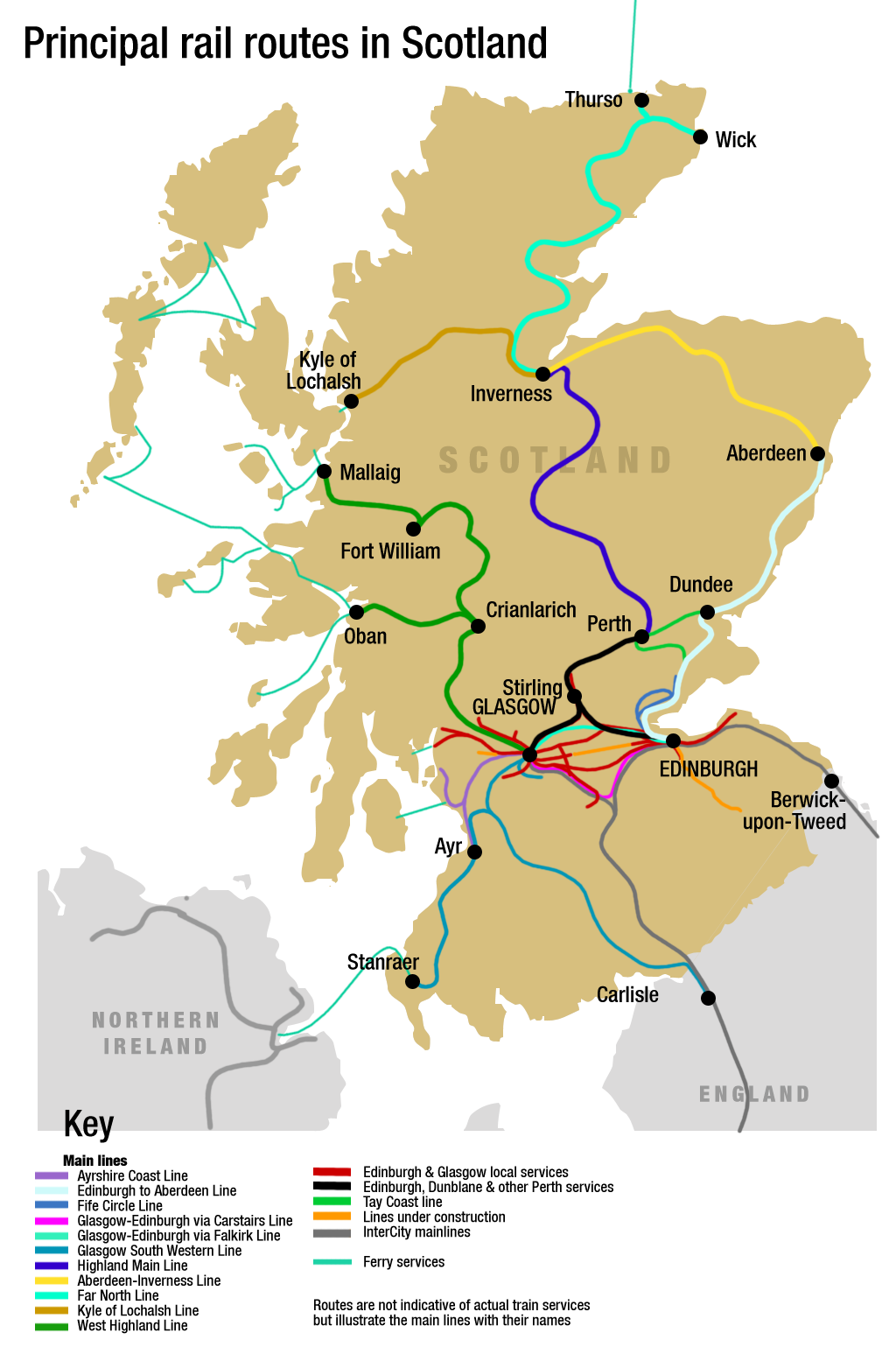
Dos líneas de ScotRail sirven el aeropuerto

### Pasajeros
| Ciudades por países | Nombre del aeropuerto                           | Aerolíneas           | Aeronaves | Frecuencias semanales |
| Europa              | Europa                                          | Europa               | Europa    | Europa                |
| ------------------- | ----------------------------------------------- | -------------------- | --------- | --------------------- |
| España              |                                                 |                      |           |                       |
| Alicante            | Aeropuerto de Alicante-Elche                    | Ryanair              | B737      |                       |
| Barcelona           | Aeropuerto de Barcelona-El Prat                 | Ryanair (Estacional) | B737      |                       |
| Gran Canaria        | Aeropuerto de Gran Canaria                      | Ryanair (Estacional) | B737      |                       |
| Lanzarote           | Aeropuerto César Manrique-Lanzarote             | Ryanair              | B737      |                       |
| Málaga              | Aeropuerto de Málaga-Costa del Sol              | Ryanair              | B737      |                       |
| Murcia              | Aeropuerto Internacional de la Región de Murcia | Ryanair (Estacional) | B737      |                       |
| Palma de Mallorca   | Aeropuerto de Palma de Mallorca                 | Ryanair (Estacional) | B737      |                       |
| Tenerife            | Aeropuerto de Tenerife Sur                      | Ryanair              | B737      |                       |
| Italia              |                                                 |                      |           |                       |
| Pisa                | Aeropuerto de Pisa                              | Ryanair (Estacional) | B737      |                       |
| Portugal            |                                                 |                      |           |                       |
| Faro                | Aeropuerto de Faro                              | Ryanair              | B737      |                       |

### Cargo
| Aerolíneas       | Destinos                                                          |
| ---------------- | ----------------------------------------------------------------- |
| Air France Cargo | París-Charles de Gaulle, Chicago–O'Hare                           |
| Cargolux         | Houston-Intercontinental, Los Angeles, Luxembourg, Seattle/Tacoma |

## Estadísticas
Ver fuente y consulta Wikidata.
| Puesto | Aeropuerto           | Pasajeros | Variación % |
| ------ | -------------------- | --------- | ----------- |
| 1      | Tenerife–Sur         | 86.547    | 335,6%      |
| 2      | Alicante             | 81.298    | 282,8%      |
| 3      | Málaga               | 62.079    | 461,4%      |
| 4      | Palma de Mallorca    | 57.779    | 1.073,9%    |
| 5      | Faro                 | 51.611    | 620,8%      |
| 6      | Barcelona            | 29.762    | 1.699,4%    |
| 7      | Lanzarote            | 28.536    | 1.146,7%    |
| 8      | Gran Canaria         | 23.341    | nueva ruta  |
| 9      | Murcia Internacional | 20.111    | 172,2%      |

## Incidentes y accidentes
- El primer accidente serio ocurrido en Prestwick ocurrió el 20 de octubre de 1948. Un Lockheed Constellation de la aerolínea KLM se estrelló en un campo cinco millas al noreste del aeropuerto mientras intentaba aterrizar con mal tiempo. El aeroplano había abortado ya un aterrizaje debido a los fuertes vientos cruzados, y había decidido con control de tráfico aéreo intentar una aproximación distinta. Durante esta segunda aproximación, el Constellation chocó contra el tendido eléctrico y se estrelló. Además del mal tiempo, también se produjeron errores humanos que contribuyeron al accidente, ya que la tripulación del avión malinterpretó los datos de altitud. 30 pasajeros y cuatro tripulantes murieron en el accidente: 6 de ellos sobrevivieron al impacto, pero murieron a causa de las graves heridas recibidas.
- El día de Navidad de 1954, a las 3:30 horas, un Boeing 377 Stratocruiser de la compañía British Overseas Airways Corporation se estrelló al ir a aterrizar en Prestwick, matando a 28 de sus 36 ocupantes. El avión venía desde Nueva York, con destino a Londres, pero cuando se acercaba a Prestwick descendió bruscamente de altura; cuando quiso enderezar el rumbo ya era tarde, y se estrelló contra el suelo de la pista. Este accidente pudo deberse a un conjunto de factores: el piloto llevaba excesivas horas de servicio debido a un retraso en la salida, las luces de aterrizaje del aeropuerto no funcionaban, y el Primer Oficial o no oyó o ignoró la orden del Capitán de encender las luces de aterrizaje del avión, lo que podría haberles ayudado a estimar mejor su altitud; también es posible que alguien pulsara equivocadamente los flaps, haciendo que el avión entrase en pérdida.
- El 28 de abril de 1958 un Vickers Viscount de la aerolínea British European Airways se estrelló a las afueras de Ayr durante un vuelo proveniente de Londres, debido a que el piloto cometió un error al leer el altímetro. El aeroplano derrapó sobre la pista antes de incendiarse. Sus 5 tripulantes sobrevivieron.
- Un Boeing 707 de British Airtours se estrelló durante un entrenamiento el 17 de marzo de 1977. El aeroplano había estado simulando un fallo en un motor durante el despegue, lo que provocaba que el avión se inclinase hacia un lado. Aunque el instructor controló el aparato, el motor que simulaba estar averiado chocó contra el suelo, haciendo que el avión virase violentamente hacia la derecha, con lo cual el tren de aterrizaje quedó destrozado y los motores se desgajaron del avión. No hubo víctimas ni entre los tripulantes ni entre el personal de tierra.
- Otro fallo simulado de un motor provocó la caída de un BAe Jetstream el 6 de octubre de 1992, matando a sus dos tripulantes. Mientras intentaban descubrir qué motor era el que estaba supuestamente averiado, el copiloto olvidó recoger el tren dea terrizaje; cuando lo hizo, el avión entró en pérdida, giró, y se estrelló contra el suelo en posición invertida.
- Los aeropuertos de Prestwick y el de Londres-Stansted, en Essex, son los únicos dos aeropuertos del Reino Unido designados para recibir vuelos en situación de riesgo. En abril de 2006, dos aviones fueron desviados a Prestwick y escoltados por la RAF, durante dos incidentes separados. En ambos casos, las notas encontradas por la tripulación en las que se avisaba de que había una bomba a bordo resultaron ser falsas alarmas
- Durante el festival aéreo de 1989, un Hawker Sea Fury tuvo que ser lanzado al mar debido a un fallo en el tren de aterrizaje. El piloto salió indemne.